# Bezana
Bezana es una localidad y una entidad local menor situada en la provincia de Burgos, comunidad autónoma de Castilla y León (España), comarca de Las Merindades, partido judicial de Villarcayo, ayuntamiento de Valle de Valdebezana.

## Geografía
En el valle de Valdebezana; a 39 km de Sedano, su antigua cabeza de partido, y a 84 km de Burgos. Las líneas de autobús Burgos-Santander y Burgos-Arija, tienen parada a 2 km en la carretera N-623.

## Historia
Lugar perteneciente a la Hoz de Arreba, perteneciente al Bastón de Laredo, jurisdicción de señorío ejercida por el Duque de Frías, quien nombraba su regidor pedáneo. A la caída del Antiguo Régimen queda agregado al ayuntamiento constitucional de Hoz de Arreba, en el partido de Sedano perteneciente a la región de Castilla la Vieja, para posteriormente integrarse en su actual ayuntamiento.

## Fiestas y costumbres
Celebra el 8 de septiembre la festividad de la Natividad de Nuestra Señora.

## Parroquia
Iglesia católica del Sagrado Corazón de Jesús, dependiente de la parroquia de Soncillo en el Arciprestazgo de Merindades de Castilla la Vieja, diócesis de Burgos.